# Anniyan
Anniyan (Aparachitidu w telugu; Aparchit in hindi) – wysokobudżetowy tamilski thriller psychologiczny wyreżyserowany w 2005 roku przez S. Shankara, autora Nayak i Indian/Hindustani. Jest to pierwszy tamilski film, do którego zrobiono francuski dubbing. Film był blockbusterem na południu Indii (grano go 240 dni w Tamilnadu i Andhra Pradesh, oraz 150 dni w stanie Kerala). W rolach głównych Vikram, Prakash Raj, Sada i Vivek.

## Fabuła
Ćennaj. Bramin Ramanujam Iyenger nazywany Ambi (Vikram) pracuje jako prawnik. Oddany Bogu. Słynie ze swojej uczciwości. Tym bardziej porusza go to, że ludzie wokół niego nie liczą się ani z prawdą, ani z prawem. Omijają je na każdym kroku dając łapówki, nie płacąc podatków, lekceważąc swoją pracę, produkując byle jakie towary. Gdy Ambi jest świadkiem, jak na skraju ulicy stary człowiek wykrwawia się, bo kierowca auta nie chce zawieźć go do szpitala, oburzony rejestruje się w internecie na stronie www.anniyan.com i wylewa swój żal opisując to zdarzenie. Twórca strony, Anniyan obiecuje rozwiązać problem. Ginie kierowca, który nie udzielił pomocy umierającemu. Policjant Prabhakar (Prakash Raj) nie zdążył znaleźć winnego tej zbrodni, gdy z bólem musi mierzyć się z kolejną, której ofiarą pada jego brat. Zbrodnie zawsze są podpisane w sanskrycie nazwami kar opisanych w świętej hinduskiej księdze Garuda Purana. Brutalne mordy się mnożą. Zawsze są karą za złamane praawo.
Tymczasem Ambi zakochany od lat w swojej przyjaciółce Nandini (Sadha) próbuje wyrazić jej swoje uczucia. Rozśmiesza ją tylko swoją sztywnością. Nandini nie widzi, że za jego śmiesznostkami i sztywnościami kryje się od dawna głęboko kochający ją mężczyzna. Woli od niego pewnego swojego czaru zgrywusa i luzaka Remo nie wiedząc, że Remo to Ambi.

## Obsada
- Vikram – Ramanujam 'Ambi' Iyengar / Remo / Anniyan
- Sada – Nandini Raghuram
- Vivek – Chari Singari, przyjaciel Ramanujama
- Prakash Raj – oficer policji
- Yana Gupta – gościnnie
- Nasser – psychiatra

## Muzyka
| tamilski (tekst: Vairamuthu, N. Muthukumar, Kabilan)        | telugu (tekst: Chandrabose, Bhuvanachandra)          | hindi (tekst: Mehboob)                               |
| ----------------------------------------------------------- | ---------------------------------------------------- | ---------------------------------------------------- |
| Oh Sukumari (Shankar Mahadevan & Harini)                    | Oh Sukumari (Shankar Mahadevan & Harini)             | Kumari (Unnikrishnan & Harini)                       |
| Kadhal Yanai (Nakul, Newlyn & G.V. Prakash)                 | Love Elephantla (Nakul, G.V. Prakash & Tippu)        | Remo (Nakul & G.V. Prakash)                          |
| Kannum Kannum Nokia (Leslie Lewis, Andrea & Vasundhara Das) | Naaku Neeku Nokia (Kunal Ganjawala & Vasundhara Das) | Gora Gora (Leslie Lewis & Vasundhara Das)            |
| Iyengaaru Veetu (Hariharan & Harini)                        | iyengaari inti (K.J. Yesudas & Harini)               | Iyengar Ghar Ki (Hariharan & Harini)                 |
| Andangkaka (Kay Kay, Jassie Gift, Shreya Goshal, Saindhavi) | Konda Kari (Jassie Gift, Kay Kay, Sujatha)           | Chori Hai (Kay Kay, Shreya Goshal)                   |
| Stranger in Black (Sunitha Sarathy & Chennai Gokule)        | Stranger in Black (Sunitha Sarathy & Chennai Gokule) | Stranger in Black (Sunitha Sarathy & Chennai Gokule) |